# Lista de episódios de Happily Divorced
Esta lista contém todos os episódios de Happily Divorced exibidos em ordem cronológica nos EUA.

## Lista de episódios

### Temporada 1 (2011)
| № | #  | Título                      | Diretor            | Escritor | Data de Exibição     | Audiência (milhões) |
| --- | -- | --------------------------- | ------------------ | --- | -------------------- | ------------------- |
| 1 | 1  | "Pilot"                     | Lee Shallat-Chemel | Fran Drescher & Peter Marc Jacobson                                                                             | 15 de junho de 2011  | 2.41                |
| Fran (Fran Drescher) fica chocada, após 18 anos de casamento, seu marido Peter (John Michael Higgins) assumir que é gay. Eles se divorciam, mas continuam morando juntos devido à falta de dinheiro. Alguns meses depois, Fran conhece Elliot (D. W. Moffett) e começa a sair com ele. |    |                             |                    | |                      |                     |
| 2 | 2  | "Pillow Talk"               | Lee Shallat Chemel | Story by: Fran Drescher & Peter Marc Jacobson and Frank Lombardi Teleplay by: Caryn Lucas                       | 22 de junho de 2011  | 1.50                |
| Depois de um romântico pôr do sol, Peter acaba dormindo com Fran e Elliot. Na manhã seguinte, Fran declara que quer vingança. |    |                             |                    | |                      |                     |
| 3 | 3  | "Anniversary"               | Lee Shallat Chemel | Story by: Fran Drescher & Peter Marc Jacobson and Frank Lombardi Teleplay by: Robert Sternin & Prudence Fraser  | 29 de junho de 2011  | 1.76                |
| Fran e Peter estão sem dinheiro para pagar os impostos e decidem aceitar uma grande encomenda para um casamento. Tudo teria dado certo, se Fran não tivesse dito algo à noiva. |    |                             |                    | |                      |                     |
| 4 | 4  | "A Date With Destiny"       | Lee Shallat Chamel | Story by: Fran Drescher & Peter Marc Jacobson and Frank Lombardi Teleplay by: Frank Lombardi                    | 6 de julho de 2011   | 1.82                |
| Fran e Judi conhecem um francês, Richard. Fran se apaixona por Richard, até descobrir que ele tem um problema. |    |                             |                    | |                      |                     |
| 5 | 5  | "Spousal Support"           | David Trainer      | Story by: Fran Drescher & Peter Marc Jacobson and Frank Lombardi Teleplay by: Mike Dow & Devon Kelly            | 13 de julho de 2011  | 1.56                |
| Fran decide frequentar um grupo de apoio para divorciados e reecontra um antigo cliente. Enquanto isso, Peter descobre que o divórcio não foi uma boa ideia. |    |                             |                    | |                      |                     |
| 6 | 6  | "I Wanna Be Alone"          | Lee Shallat Chemel | Story by: Fran Drescher & Peter Marc Jacobson and Frank Lombardi Teleplay by: Caryn Lucas                       | 20 de julho de 2011  | 1.72                |
| Fran ganha uma viagem num cruzeiro para duas pessoas. Peter e Judi competem pra ser o acompanhante de Fran. |    |                             |                    | |                      |                     |
| 7 | 7  | "Someone Wants Me"          | Lee Shallat Chemel | Story by: Fran Drescher & Peter Marc Jacobson and Frank Lombardi Teleplay by: Sean Presant                      | 27 de julho de 2011  | 1.39                |
| Fran decide achar um namorado em um site de relacionamentos, numa tentativa fracassada de esquecer Elliot. |    |                             |                    | |                      |                     |
| 8 | 8  | "A Kiss Is Just a Kiss"     | Lee Shallat Chemel | Story by: Fran Drescher & Peter Marc Jacobson and Frank Lombardi Teleplay by: Mike Down & Devon Kelly           | 3 de agosto de 2011  | 1.63                |
| Fran e Judi se apaixonam pelo mesmo cara, David (Lou Diamond Phillips). Enquanto isso, Dori lembra de um fato que pode acabar com a amizade entre ela e a vizinha, Marylin (Renée Taylor).                                                                                             |    |                             |                    | |                      |                     |
| 9 | 9  | "Vegas Baby"                | Lee Shallat Chamel | Story by: Fran Drescher & Peter Marc Jacobson and Frank Lombardi Teleplay by: Frank Lombardi                    | 10 de agosto de 2011 | 1.49                |
| Fran e Peter vão à Las Vegas para uma convenção de floristas. Fran acredita que está grávida. |    |                             |                    | |                      |                     |
| 10 | 10 | "Torn Between Two Lovettes" | Lee Shallat Chemel | Story by: Fran Drescher & Peter Marc Jacobson and Frank Lombardi Teleplay by: Nastaran Dibai & Jeffrey B. Hodes | 17 de agosto de 2011 | 1.64                |
| Fran e Peter são convidados pelo autor Gregory (Charles Shaughnessy) para um jantar, sem entender o motivo. |    |                             |                    | |                      |                     |

### Temporada 2 (2012)
| № | # | Título                   | Diretor             | Escritor                            | Data de Exibição    | Audiência (millões) |
| --- | - | ------------------------ | ------------------- | ----------------------------------- | ------------------- | ------------------- |
| 11 | 1 | "The Reunion"            | Steve Zuckerman     | Fran Drescher & Peter Marc Jacobson | 7 de março de 2012  | 1.44                |
| Fran, não querendo aparecer solteira em uma reunião do colégio, pede para Elliot fingir ser o seu noivo por uma noite. |   |                          |                     |                                     |                     |                     |
| 12 | 2 | "Peter Comes Out, Again" | Peter Marc Jacobson | Fran Drescher & Jay Kogen           | 14 de março de 2012 | 1.03                |
| Matthew, irmão de Peter, decide fazer uma visita à cidade. Fran força Peter a falar com o irmão. Contudo, Matthew confessa que Fran é uma antiga paixão e faz de tudo para conquistá-la. Peter fica com ciúmes.                 |   |                          |                     |                                     |                     |                     |
| 13 | 3 | "Daddy's Girl"           | Steve Zuckerman     | Fran Drescher & Caryn Lucas         | 21 de março de 2012 | 1.25                |
| Fran fica preocupada com a saúde mental do seu pai. Enquanto isso, Glen compra uma moto. Assustada, Fran decide roubar a moto com a ajuda de Peter.                                                                             |   |                          |                     |                                     |                     |                     |
| 14 | 4 | "The Burial Plotz"       | Peter Marc Jacobson | Fran Drescher & Frank Lombardi      | 28 de março de 2012 | 1.35                |
| Quando o telhado da Frantastic Flowers começa a vazar, Fran decide vender o lugar de Peter na sepultura da família para Marylin (Renée Taylor). Peter fica chateado e Dori tenta convencer Fran a comprar a sepultura de volta. |   |                          |                     |                                     |                     |                     |